# Rocky (rivière)
Pour les articles homonymes, voir Rocky.
La rivière Rocky  (en anglais : Rocky River) est un cours d’eau mineur situé  dans le Parc national de Kahurangi dans l’Île du Sud de la Nouvelle-Zélande.

## Géographie
Elle est localisée dans la région de Nelson
Elle aliment la rivière Slate qui a son tour alimente le fleuve Aorere.